# Pepper Anderson - Agente speciale
Pepper Anderson - Agente speciale, trasmessa in italia anche come Police Woman Agente Pepper (Police Woman), è una serie televisiva statunitense di genere poliziesco, trasmessa dalla NBC per 4 stagioni dal 1974 al 1978. In Italia, la serie è stata trasmessa in prima visione da Rete 1 a partire dal 15 aprile 1977.
Primo di due spin-off tratti dalla serie Sulle strade della California (l'altro fu Joe Forrester nel 1975), non è solo il primo telefilm con una donna poliziotto come protagonista, ma è generalmente considerato il primo telefilm a toni drammatici di successo nel primetime USA con una protagonista femminile: dal successo di questa serie, ne sono in seguito nate altre, quali Charlie's Angels (1976), La donna bionica (1976) e Wonder Woman (sebbene di origine e taglio fumettistico, nel 1975).
Per tutte e 4 le stagioni dello show, la Dickinson ebbe quattro candidature consecutive al Golden Globe per la miglior attrice in una serie drammatica, vincendolo nel 1975.

## Trama
Volto e sensualità della protagonista (le cui lunghe gambe sono inquadrate fin dall'apertura della sigla) sono quelle di Angie Dickinson, star degli anni settanta che impersona l'agente Leann "Pepper" Anderson (o "pepe" in italiano) del LAPD, specialista nell'infiltrarsi tra la criminalità usando ogni sorta di travestimento (in questo vi è una similitudine non indifferente con il protagonista maschile di Baretta, in onda negli stessi anni per l'ABC, che a sua volta era ripreso da Toma, durata una sola stagione, nel 1974).

## Guest-stars
- Diane Baker - epis: 2x17 (The Pawn Shop) ..Cynthia
- Meredith Baxter - epis: 3x04 (Sarah Who?) ..Liz Robson
- Bruce Boxleitner - epis: 2x03 (Paradise Mall) ..Ed
- Rossano Brazzi - epis: 4x13 (The Young and the Fair) ..Salim Douad
- Joan Collins - epis: 2x17 (The Pawn Shop) ..Prudence, epis: 3x01(The Trick Book) ..Lorelei Frank
- Sandra Dee - epis: 4x10 (Blind Terror) ..Marie Quinn
- Danny DeVito - epis: 4x08 (Death Game) ..Napoleon
- Robert Englund - epis: 4x16 (Sons) ..Jonas
- Erik Estrada - epis: 2x12 (Don't Feed the Pigeons) ..Benny Bates
- Rhonda Fleming - epis: 1x05 (Anatomy of Two Rapes) ..Carol Grainger
- Anne Francis - epis: 3x05 (Broken Angels) ..sergente Loretta Muldare
- Larry Hagman - epis: 1x04 (Seven Eleven) ..Tony Bonner
- Mark Harmon - epis: 1x17 (No Place to Hide) ..Paul Donin
- Cheryl Ladd - epis: 3x22 (Silky Chamberlain) ..Kate
- Ida Lupino - epis: 2x05 (The Chasers) ..Hilda Morris
- Dorothy Malone - epis: 3x01 (The Trick Book) ..Madame Hilary LaSalle
- A Martinez - epis: 4x06 (The Buttercup Killer) ..Dimi
- Juliet Mills - epis: 4x15 (Sixth Sense) ..Amy Hollis
- Pat Morita - epis: 1x05 (Anatomy of Two Rapes) ..Mike Matsuto
- Edward James Olmos - epis: 3x04 (Sarah Who?) ..Liz Robson
- Smokey Robinson - epis: 1x11 (Smack) ..Sam Jennings
- William Shatner - epis: 1x11 (Smack) ..Mark Ciprio
- Michael Swan - epis: 3x01 (The Trick Book)
- Robert Vaughn - epis: 1x16 (Blast) ..Andrew Simms
- John Vernon - epis: 1x12 (The Cradle Robbers) ..David Cory , epis: 2x20 ..Lou Malik
- Debra Winger - epis: 4x18 (Battered Teachers) ..studentessa Phyllis Baxter

## Episodi
| Stagione         | Episodi | Prima TV originale | Prima TV Italia |
| ---------------- | ------- | ------------------ | --------------- |
| Prima stagione   | 22      | 1974–1975          | 1977            |
| Seconda stagione | 24      | 1975–1976          | 1979            |
| Terza stagione   | 23      | 1976–1977          | 1980            |
| Quarta stagione  | 22      | 1977–1978          | 1980            |